# Pontón de Vaqueros
Pontón de Vaqueros es un barrio perteneciente al Distrito 6 de la ciudad de Oviedo, en el Principado de Asturias, España.

## Demografía
Según las estadísticas del Ayuntamiento de Oviedo correspondientes al padrón municipal el barrio o contaba a fecha 31 de mayo de 2023 con 2.952 habitantes.
| Población 2022 | Población 2023 | Población 2024 |
| -------------- | -------------- | -------------- |
| 2.920          | 2.957          | 2.982          |

## Lugares de interés
El edificio de la Estación de Servicio de Pontón de Vaqueros fue proyectado por el arquitecto José María Velasco González en 1959.

## Transporte
Se encuentra conectado por la línea de autobús urbano C de TUA y mediante varias líneas de autobús interurbano de la CTA que tienen parada en el barrio. Además, se encuentra localizado próximo a la Estación de Autobuses de Oviedo.
Cuenta con diferentes destinos regionales, nacionales, internacionales y conexión directa con el aeropuerto de Asturias.
Pontón de Vaqueros se encuentra comunicado por ferrocarril encontrándose localizado entre la Estación de Oviedo y la Estación de La Corredoria. 
La Estación de Oviedo cuenta con servicios de cercanías encontrándose en el centro del núcleo de cercanías de Asturias y formado parte de la línea C-1 (Gijón - Puente de los Fierros), la línea C-2 (Oviedo - El Entrego) y la línea C-3 (Oviedo - San Juan de Nieva) de Renfe Cercanías y de la línea C-5a (Oviedo - Gijón), la línea C-6 (Oviedo - Infiesto) y la línea C-7 (Oviedo - San Esteban de Pravia) de Renfe Cercanías AM.
Cuenta además con servicios regionales formando parte de la línea R24 (Gijón - León) Regional de Renfe Media Distancia y de la línea R-1f (Oviedo - Ferrol) y la línea R-2f (Oviedo - Santander) de Renfe Cercanías AM.
La estación dispone de servicios Alvia de larga distancia y alta velocidad con conexión directa a Madrid, Alicante y Castellón, estando previstos próximamente servicios AVE.
La Estación de La Corredoria cuenta con servicios de cercanías formado parte de la línea C-1 (Gijón - Puente de los Fierros) y la línea C-3 (Oviedo - San Juan de Nieva) de Renfe Cercanías y de la línea C-5a (Oviedo - Gijón ) y la línea C-6 (Oviedo - Infiesto) de Renfe Cercanías AM.